# Cheiridium minor
Cheiridium minor är en spindeldjursart som beskrevs av Chamberlin 1938. Cheiridium minor ingår i släktet Cheiridium och familjen dvärgklokrypare. Inga underarter finns listade i Catalogue of Life.